# Narcisse (Lemoyne)
Narcisse est une huile sur toile peinte par François Lemoyne (ou Lemoine) en 1728 et conservée au musée des Beaux-Arts de Lyon.
Elle fait partie d'une série de trois tableaux peints par Lemoyne représentant le mythe de Narcisse. Un à Lyon, un au Louvre, un à Hambourg.

## Le peintre
François Lemoine est né à Paris en 1688 et est mort également à Paris en 1737 en se suicidant (il s’est planté une épée dans le cœur). C’est un peintre rococo français issu du classicisme, et a notamment été le maître des peintres François Boucher, Charles-Joseph Natoire et Jean-Jacques Caffieri. Il fut élu premier peintre par Louis XV qui lui a confié la rénovation du salon d’Hercule à Versailles.
À 13 ans, en 1701, il entre à l'Académie royale de peinture et de sculpture. Il y étudie sous la direction de Louis Galloche et y reste jusqu'en 1713 malgré une exclusion des classes de peinture à cause d'insolence (réintégré après des excuses officielles). Reçu en tant que membre de l'Académie en 1718, il y est élu professeur le 30 mai 1733.
Il a peint de nombreux sujets religieux (il s’est vu confier la décoration du plafond de l’église des Jacobins ainsi que celle de Saint-Sulpice) mais également mythologiques.
Très inspiré par les grands maîtres italiens (Titien, Véronèse, Tintoret, Palma le vieux, Le Corrège…) il souhaitera toute sa vie devenir leur égal.

## Historique de l'œuvre
Narcisse de François Lemoyne (ou Le Moine) est une huile sur toile peinte en 1728 dont une version est conservée au musée des Beaux-Arts de Lyon, une autre au Louvre et une troisième au Hambourg Kunsthalle . Toutes ont été peintes par François Lemoyne aux environs de 1728. Les trois versions sont assez différentes, celle conservée au musée des Beaux-Arts de Lyon se détachant plus des deux autres. Celles conservées au Louvre et à Hambourg sont assez semblables de par la position de Narcisse, les habits qu’il porte et le paysage environnant. Le Narcisse de Hambourg est accompagné d’un chien, ce qui ne se retrouve pas dans les autres versions. Le tableau des Beaux-Arts de Lyon est lui plus triste, les couleurs sont plus automnales et Narcisse semble beaucoup plus inquiétant, moins heureux et sa position diffère des deux autres tableaux.

## Description
Cette représentation de Narcisse est sombre, Narcisse se penche vers l'eau, il semble se regarder intensément. Il est vêtu d'une toge aux couleurs ternes, qui parait se fondre dans le paysage. Ce dernier est presque flou, les couleurs de la végétation et du sol se confondent entre elles et avec Narcisse ce qui créé une atmosphère pesante. On peut apercevoir un coin de ciel bleu à l'arrière plan qui se détache du reste du tableau.
Le minéral et le végétal sont également mêlés, la couleur de l'eau est proche de celle des rochers sur lesquels Narcisse est appuyé, comme si sa métamorphose était annoncée, de plus en plus proche.
Ce tableau s'oppose aux deux autres versions peintes par Lemoyne. En effet, elle est beaucoup plus sombre, la fin prévue de Narcisse nous parait plus évidente. Les autres toiles sont plus gaies, Narcisse y est plus souriant, la végétation plus distincte et la lumière plus claire.

## Analyse
Sur ce tableau, on voit Narcisse sous les traits d’un adolescent ou d’un jeune homme blond étendu au bord de l’eau et appuyé contre un rocher, à l’orée d’une forêt. Son visage semble calme, serein. Il contemple son reflet dans l’eau comme s’il était vivant. Le geste qu’il fait avec son bras gauche appuie cette impression, comme si un échange fictif avait lieu entre les deux.
Narcisse est au centre du tableau, et la forme incurvée de l’étang le met en valeur. Ses habits, pâles semblent se fondre avec la forêt, la nature, comme  annonçant la transformation à venir. Mais leur couleur automnale semble laisser entendre un embrasement, les couleurs de la nature qui s’enflamme avant de mourir en hiver.  On dirait qu’ils représentent l’élément feu opposé à l’eau et entouré de la terre, du vert de la nature. C’est comme si Narcisse devait « brûler », se consumer pour la passion qu’il se porte.
Les arbres au second plan sont également un signe du drame à venir : ils semblent presque morts et de la même couleur que la terre autour de l’étang : la nature commence elle aussi à mourir, comme une prémonition, une vision de Narcisse mort au bord de l’eau. Tout cela appuie la mort de Narcisse mais aussi sa transformation, sa métamorphose en fleur, la nature étant en constant changement.
L’impression général de cette peinture est mélancolique, Narcisse ne semble pas gai, insouciant ou heureux comme sur les deux autres versions peintes par Lemoyne. Ici, Narcisse est vraiment proche de la fin, il se penche d’ailleurs beaucoup plus vers l’eau, comme si son reflet l’appelait à le rejoindre dans le monde des abysses, de l’immatériel. La terre qui l’entoure, de couleur sable, est comme dans l’attente des fleurs qui viendront la parsemer, comme si elle était vierge de la nature qui va bientôt survenir par la transformation du personnage principal.
On pourrait comparer ce Narcisse de Lemoyne au Narcisse de Nicolas Poussin de par les couleurs que le peintre à ici choisi dans cette version. Des couleurs sable, claires, automnales, avec un carré de ciel bleu en fond qui se détache derrière les arbres.

### Choix de représentation
L’histoire la plus détaillée du mythe nous vient du livre III des Métamorphoses d’Ovide, version inspirée notamment par celle du poète grec Parthénios de Nicée qui a écrit un poème relatant le mythe de Narcisse vers 50 av. J.-C.
Dans la mythologie grecque, Narcisse est le fils de la nymphe Liriopé qui lui a donné naissance après avoir été violée par le Dieu fleuve Céphise. C’est un chasseur originaire de Thespies en Boétie.
Selon la version d’Ovide, lorsque Narcisse nait, sa mère demande au devin Tirésias s’il atteindra un âge avancé. Tirésias répond « il l’atteindra s’il ne se connait pas ». En grandissant, Narcisse devient d’une remarquable beauté mais également d’un caractère très fier et orgueilleux. Il repousse tous ceux et celles qui lui font des avances et notamment la nymphe Écho. Celle-ci, condamné à ne plus pouvoir répéter que les derniers mots de la dernière phrase qu’elle a entendu, en appelle au Ciel et à la déesse Némésis, qui l’entend en punissant Narcisse à tomber amoureux de son propre reflet. ainsi, un jour, après une journée de chasse, il s’éprend de lui-même en apercevant son reflet alors qu’il s’abreuve au bord d’un cours d’eau. Il désespère de s’aimer et reste des jours à se contempler. Il meurt et cherche encore son reflet dans les eaux du Styx. A l’endroit où son corps est retiré, des fleurs blanches sont découvertes, par la suite appelées des narcisses.
« Mais où m'égarai-je? je suis en toi, je le sens : mon image ne peut plus m'abuser; je brûle pour moi-même, et j'excite le feu qui me dévore. Que dois-je faire ? faut-il prier, ou attendre qu'on m'implore ? Mais qu'ai-je enfin à demander ? ne suis-je pas le bien que je demande ? Ainsi pour trop posséder je ne possède rien. Que ne puis-je cesser d'être moi-même ! Ô vœu nouveau pour un amant ! je voudrais être séparé de ce que j'aime ! La douleur a flétri ma jeunesse. Peu de jours prolongeront encore ma vie : je la commençais à peine et je meurs dans mon printemps ! Mais le trépas n'a rien d'affreux pour moi; il finira ma vie et ma douleur. Seulement je voudrais que l'objet de ma passion pût me survivre; mais uni avec moi il subira ma destinée; et mourant tous deux nous ne perdrons qu'une vie ».
Une autre version raconte que Narcisse était insensible aux avances qu’on lui faisait et qu’il aurait envoyé une épée à l’un de ses soupirants, Ameinias. Celui-ci se serait tué avec et aurait, juste avant son suicide, appelé le courroux des Dieux sur Narcisse. Il fut entendu et Narcisse fut donc condamné à tomber amoureux de son reflet.
Une dernière version relatée par Pausanias (voyageur et géographe dans l’Antiquité) raconte que Narcisse était amoureux de sa sœur jumelle et qu’à la mort ce celle-ci, il se rendit tous les jours au bord d’un point d’eau pour retrouver les traits de la défunte en contemplant les siens. Cette version est un peu plus rationnelle, et Pausanias précise également dans sa version que les fleurs appelées Narcisse existaient avant l’apparition du mythe.